# سامانثا دوني
سامانثا دوني (بالإنجليزية: Samantha Downie)‏ هي عارضة أسترالية، ولدت في 21 نوفمبر 1987 في ملبورن في أستراليا.

## وصلات خارجية
- سامانثا دوني على موقع IMDb (الإنجليزية)
- سامانثا دوني على موقع دليل عارضات الأزياء (الإنجليزية)